# Caia van Maasakker
Caia van Maasakker (L'Aia, 5 aprile 1989) è una hockeista su prato olandese, vincitrice dell'oro olimpico a Londra 2012 e Tokyo 2020 e dei campionati mondiali di L'Aia 2014 e Londra 2018.

## Palmarès
- Giochi olimpici

Londra 2012: oro.
Rio de Janeiro 2016: argento.
Tokyo 2020: oro.
- Campionato mondiale

L'Aia 2014: oro.
Londra 2018: oro.
- Hockey Champions Trophy

Amsterdam 2011: oro.
Mendoza 2014: bronzo.
Changzhou 2018: oro.
- Campionato europeo

Boom 2013: bronzo.
Londra 2015: argento.
Amstelveen 2017: oro.
Anversa 2019: oro.
Amstelveen 2021: oro.